# Marie-Alice Théard
Marie-Alice Théard (sinh ngày 3 tháng 8 năm 1948) là một nhà văn người Haiti.
Con gái của Dumont Théard, một dược sĩ, cô được sinh ra ở Port-au-Prince. Cha cô bị cầm tù trong chế độ Duvalier và không bao giờ hồi phục; những người thân khác bị cầm tù hoặc bị xử tử. Cô học tại trường tiểu học École Saint-François-d'sssise và Lycée Philippe Guerrier, cả hai đều ở Cayes. Cô tiếp tục việc học của mình tại Trường thư ký Christ the King, tiếp tục học quản lý khách sạn tại Đại học La Salle Extension ở Chicago và lịch sử nghệ thuật và thẩm mỹ tại Institut français en Haïti  tại Port-au-Prince. Théard cũng nghiên cứu quan hệ công chúng và nghi thức.
Từ năm 1983, cô là người dẫn chương trình và người quản lý cho Liên hoan nghệ thuật tại Port-au-Prince, nơi cô đã giúp thành lập. Cô cũng dẫn dắt các cuộc hội thảo về quan hệ công chúng và nghi thức. Cô là người dẫn chương trình truyền hình văn hóa hàng tuần Kiskeya, là một bí ẩn.
Théard đã hoàn thành năm trong bảy tập của loạt Petites histoires xấc xược, bao gồm những suy nghĩ, bài tiểu luận, bài thơ và truyện ngắn.
Bà đã nhận được giải thưởng Biên tập viên của năm 1999 từ Hiệp hội Nhà văn Quốc tế. Năm 2000, cô được Viện tiểu sử Hoa Kỳ bầu chọn là Người phụ nữ của năm.
Cô kết hôn với Dr.Jacques Ravix, cũng là một nhà văn. Hai vợ chồng có ba đứa con.

## Tác phẩm được chọn[2]
- Cri du Coeur., thơ (1987)
- Au pay duolesil bleu, thơ (1997)
- Au trả des đôi, poèmes et réflexions, thơ và suy nghĩ (2000)
- Le temps, paroles à dire, récits, essais critiques et poèmes, thơ và tiểu luận (2007)
- Ngôi sao, tiểu sử tiểu sử (2016)